# Tell It to the Bees
Tell It to the Bees (en español, El secreto de las abejas) es la película británica de drama dirigida por Annabel Jankel y protagonizada por Anna Paquin y Holliday Grainger. El guion, de Henrietta y Jessica Ashworth, se basa en la novela de 2009 del mismo nombre de Fiona Shaw.
La película tuvo su estreno mundial en el Festival Internacional de Cine de Toronto como presentación especial el 9 de septiembre de 2018. Tell It to the Bees se estrenó de forma limitada en Estados Unidos el 3 de mayo de 2019, y se estrenó en cines del Reino Unido el 26 de julio de 2019.

## Sinopsis
Con su matrimonio fallido y su hijo pequeño, Lydia comienza a conectar con la nueva médica de la ciudad, Jean, quien se vincula con el hijo de Lydia después de que él se interese en sus colonias de abejas. Sin embargo, en la Escocia rural de la década de 1950, la relación entre ambas mujeres plantea preguntas después de que la madre y el hijo comienzan a vivir con la doctora al ser desalojados por no poder pagar el alquiler. 

## Reparto
| Actor             | Personaje                         |
| ----------------- | --------------------------------- |
| Anna Paquin       | Jean Markham                      |
| Holliday Grainger | Lydia Weekes                      |
| Emun Elliott      | Robert Weekes                     |
| Lauren Lyle       | Annie Cranmer                     |
| Gregor Selkirk    | Charlie Weekes                    |
| Billy Boyd        | Narrador de voz de Charlie adulto |
| Kate Dickie       | Pam Cranmer                       |

## Producción

### Desarrollo
En junio de 2012, el guion original escrito por Irena Brignull se presentó al British Film Institute (BFI). La financiación para el proyecto se aseguró a partir de BFI Film Fund y Creative Scotland. El presupuesto de producción inicial en 2015 fue de £5 millones.
En mayo de 2017, los productores anunciaron que Holliday Grainger iba a protagonizar la película. En agosto de 2017, Anna Paquin se unió al reparto como la doctora Jean Markham. A diferencia de la novela, que se desarrolla en Yorkshire, la película tiene lugar en el sur de Escocia.
Tell It to the Bees es producida por Reliance Entertainment Productions 8, Archface Films, Taking A Line For A Walk, Riverstone Pictures, Cayenne Film Company, Motion Picture Capital; y coproducida por Filmgate Films, Twickenham Studios y Film i Väst. Film Constellation maneja los derechos de distribución internacional.
Los derechos norteamericanos fueron adquiridos de Film Constellation por Good Deed Entertainment el 30 de octubre de 2018. Los derechos de distribución para Alemania, España, Corea y Taiwán se vendieron el 4 de noviembre de 2018, seguidos de los derechos de Australia, Nueva Zelanda, Escandinavia y Polonia el 7 de febrero de 2019, así como la adquisición por parte de Vertigo Releasing para el Reino Unido.

### Rodaje
La fotografía principal comenzó el 10 de agosto de 2017 en Escocia, con una filmación cerca de Stirling.

## Banda sonora
La banda sonora original fue escrita por la compositora escocesa Claire M Singer. El álbum de la banda sonora se lanzó el 3 de mayo de 2019.

## Estreno

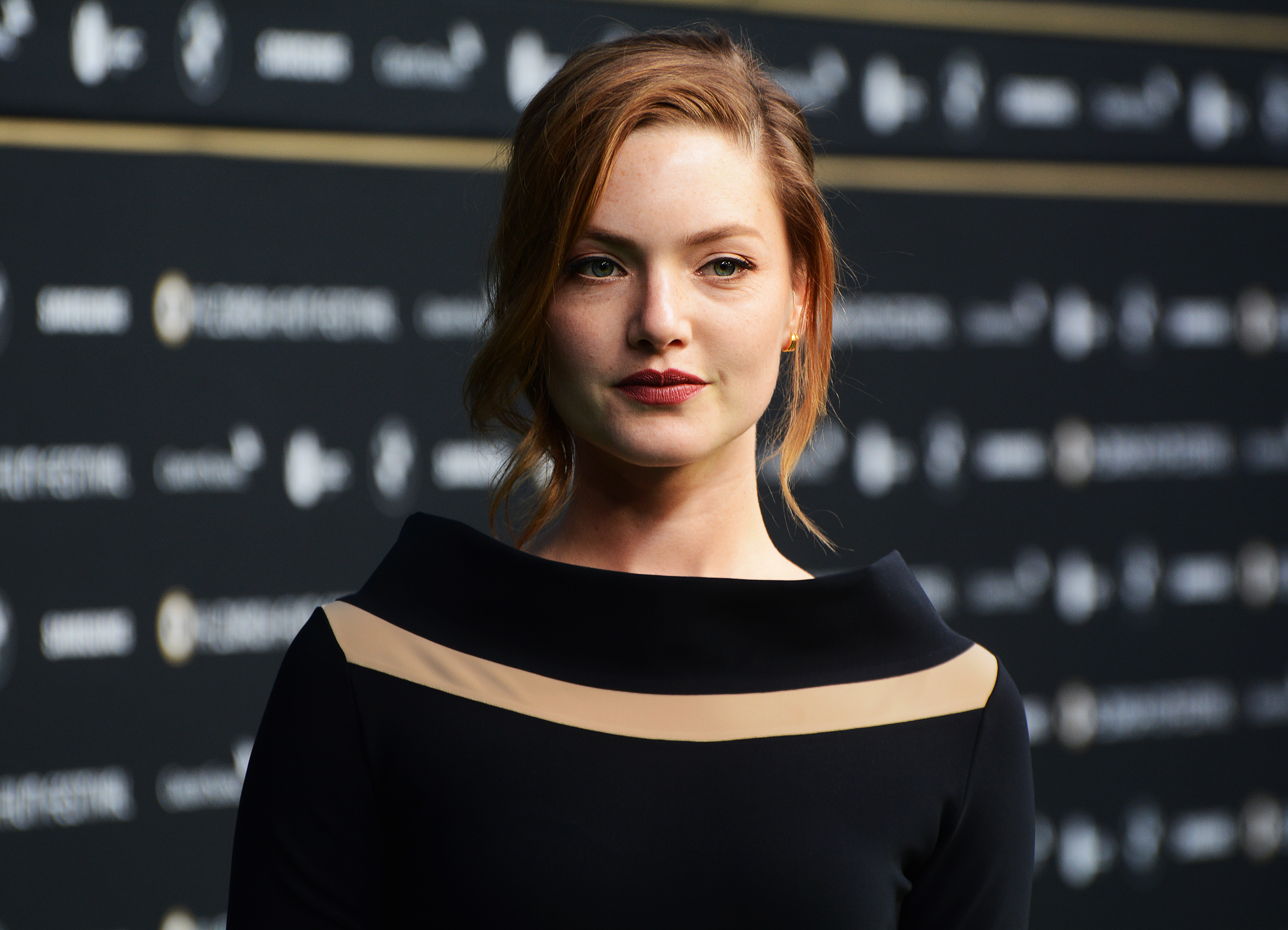
Holliday Grainger en el estreno de "Tell It to the Bees" el 30 de septiembre de 2018.

Tell It to the Bees se estrenó en el Festival Internacional de Cine de Toronto el 9 de septiembre de 2018. El primer clip de película se lanzó el 6 de septiembre antes del estreno mundial.
El tráiler de la película fue lanzado por Good Deed Entertainment en los Estados Unidos y Canadá el 8 de marzo de 2019.
Se estrenó de forma limitada en Estados Unidos el 3 de mayo de 2019.

### Distribución casera
En Estados Unidos, la película se puso a disposición como VOD el 3 de mayo de 2019.

## Recepción
Tell It to the Bees recibió reseñas generalmente mixtas de parte de la crítica y de la audiencia. En el sitio web especializado Rotten Tomatoes, la película posee una aprobación de 53%, basada en 57 reseñas, con una calificación de 5.3/10 y un consenso cítico que diceː "Tell It to the Bees está bien actuada y tiene buenas intenciones, pero a menudo se ve socavada por su narración frustrantemente didáctica." De parte de la audiencia tiene una aprobación de 60%, basada en más de 100 votos, con una calificación de 3.6/5.
El sitio web Metacritic le dio a la película una puntuación de 50 de 100, basada en 13 reseñas, indicando "reseñas mixtas". En el sitio IMDb los usuarios le asignaron una calificación de 6.4/10, sobre la base de 5515 votos. En la página web FilmAffinity la cinta tiene una calificación de 5.7/10, basada en 986 votos.